# Lliga catalana d'hoquei sobre patins femenina 2023-2024
La IV Lliga Catalana Femenina fou la quarta edició de la Lliga catalana d'hoquei sobre patins. Se celebrà des del novembre fins al desembre de 2023 i fou organitzada per la Federació Catalana de Patinatge. Hi participaren nou equips que competiren a l'OK Lliga estatal, vuit de catalans i el Club Patí Fraga, com a equip convidat. La competició es disputà en dues fases, una primera, en format de fase regular, i una segona, en format de final a quatre. A la primera fase, els clubs participants s'agruparen en dos grups de cinc equips cadascun i disputaren una lligueta. Accediren a la següent fase els dos primers classificats d'ambdós grups. La segona fase de la competició es disputà el 9 i 10 de desembre al Pavelló Dani Pedrosa de Parets del Vallès.
Es proclamà campió el Generali HC Palau de Plegamans, que guanyà el seu segon títol de Lliga catalana. La jugadora Berta Busquets fou la màxima golejadora de la competició amb set gols.

## Clubs participants
- Cerdanyola Club Hoquei
- Igualada Femení Grupo Guzmán
- Club Patí Fraga
- Martinelia Club Patí Manlleu
- Club Hoquei Mataró
- Generali Hoquei Club Palau de Plegamans
- Patí Hoquei Club Sant Cugat
- Club Patí Vila-sana
- Club Patí Voltregà

## Primera fase

### Primera jornada
| 16 de novembre     | Cerdanyola CH       | 4-6 | Martinelia CP Manlleu                          | Cerdanyola del Vallès                             |  |
| 21:45 CET Partit 1 | Solé (3) · Aparicio |     | Garciolo · Castellví (2) · Rubio · Angrill (2) | Pavelló de Can Xarau Àrbitres: Gerard Gorina Bail |  |

| 17 de novembre     | CP Voltregà Movento Stern | 2-5 | Generali HC Palau                                   | Sant Hipòlit de Voltregà                        |  |
| 20:45 CET Partit 2 | Vilamala 1' · Anglada 7'  |     | Fontdeglòria 2', 2', 38' · Busquets 7' · Colomer 4' | Pavelló Municipal Àrbitres: Raul Burgos Manotas |  |

| 18 de novembre     | Igualada Femení Grupo Guzmán   | 3-2 | CP Vila-sana            | Igualada                                               |  |
| 20:00 CET Partit 3 | Santo 21', 27' · Claramunt 43' |     | Barcons 20' · Gómez 36' | Pavelló de les Comes Àrbitres: Adrià Hernàndez Sánchez |  |

### Classificació
|                                       | Equip classificat per les semifinals |
| Nota: Noms dels equips segons l'època |                                      |

| Grup 1 | Grup 1              | Grup 1 | Grup 1 | Grup 1 | Grup 1 | Grup 1 | Grup 1 | Grup 1 | Grup 1 |
| #      | Club                | Punts  | PJ     | PG     | PE     | PP     | GF     | GC     | Gav    |
| ------ | ------------------- | ------ | ------ | ------ | ------ | ------ | ------ | ------ | ------ |
| 1      | Generali HC Palau   | 6      | 2      | 2      | 0      | 0      | 13     | 4      | +9     |
| 2      | Lidergrip CH Mataró | 3      | 2      | 1      | 0      | 1      | 4      | 9      | -5     |
| 3      | CP Voltregà         | 0      | 2      | 0      | 0      | 2      | 3      | 7      | -4     |

| Grup 2 | Grup 2              | Grup 2 | Grup 2 | Grup 2 | Grup 2 | Grup 2 | Grup 2 | Grup 2 | Grup 2 |
| #      | Club                | Punts  | PJ     | PG     | PE     | PP     | GF     | GC     | Gav    |
| ------ | ------------------- | ------ | ------ | ------ | ------ | ------ | ------ | ------ | ------ |
| 1      | Igualada Femení HCP | 6      | 2      | 2      | 0      | 0      | 4      | 2      | +2     |
| 2      | CP VIla-sana        | 3      | 2      | 1      | 0      | 1      | 6      | 5      | +1     |
| 3      | PHC Sant Cugat      | 0      | 2      | 0      | 0      | 2      | 2      | 5      | -3     |

| \| Grup 3 \| Grup 3 \| Grup 3 \| Grup 3 \| Grup 3 \| Grup 3 \| Grup 3 \| Grup 3 \| Grup 3 \| Grup 3 \| \| # \| Club \| Punts \| PJ \| PG \| PE \| PP \| GF \| GC \| Gav \| \| ------ \| --------------------- \| ------ \| ------ \| ------ \| ------ \| ------ \| ------ \| ------ \| ------ \| \| 1 \| CP Fraga \| 4 \| 2 \| 1 \| 1 \| 0 \| 5 \| 2 \| 3 \| \| 2 \| Martinelia CP Manlleu \| 4 \| 2 \| 1 \| 1 \| 0 \| 7 \| 5 \| 2 \| \| 3 \| Cerdanyola CH \| 0 \| 2 \| 0 \| 0 \| 2 \| 5 \| 10 \| -5 \| Font: FCP |                       |       |    |    |    |    |    |    |     |
| Grup 3 |                       |       |    |    |    |    |    |    |     |
| # | Club                  | Punts | PJ | PG | PE | PP | GF | GC | Gav |
| 1 | CP Fraga              | 4     | 2  | 1  | 1  | 0  | 5  | 2  | 3   |
| 2 | Martinelia CP Manlleu | 4     | 2  | 1  | 1  | 0  | 7  | 5  | 2   |
| 3 | Cerdanyola CH         | 0     | 2  | 0  | 0  | 2  | 5  | 10 | -5  |

## Segona fase

### Quadre de competició
|  | Semifinals              | Semifinals |                          |   | Final | Final |
|  |                         |            |                          |   |       |       |
|  | 9 de desembre 16:30 CET |            |                          |   |       |       |
|  |                         |            |                          |   |       |       |
|  | Generali HC Palau       | 2          |                          |   |       |       |
|  | Generali HC Palau       | 2          | 10 de desembre 12:30 CET |   |       |       |
|  | Martinelia CP Manlleu   | 1          |                          |   |       |       |
|  | Martinelia CP Manlleu   | 1          | Generali HC Palau        | 6 |       |       |
|  | 9 de desembre 18:30 CET |            | Generali HC Palau        | 6 |       |       |
|  |                         | CP Fraga   | 2                        |   |       |       |
|  | Igualada Femení HCP     | CP Fraga   | 2                        | 2 |       |       |
|  | Igualada Femení HCP     |            |                          | 2 |       |       |
|  | CP Fraga                | 3          |                          |   |       |       |
|  | CP Fraga                | 3          |                          |   |       |       |

### Semifinals

#### Generali HC Palau de Plegamans vs. Martinelia CP Manlleu
| Generali HC Palau       | 2‐1     | Martinelia CP Manlleu |
| ----------------------- | ------- | --------------------- |
| Juan 33' · Salvanyà 39' | Informe | Angrill 32'           |

#### Igualada Femení Grupo Guzmán vs. CP Fraga
| Igualada Femení HCP    | 2‐3     | CP Fraga                               |
| ---------------------- | ------- | -------------------------------------- |
| Balcells 32' · Mas 35' | Informe | Flix 8' (f.d.) · Xicota 36' · Soto 39' |

## Final
| Generali HC Palau                                        | 6‐2           | CP Fraga           |
| -------------------------------------------------------- | ------------- | ------------------ |
| Fontdeglòria 8' · Juan 21', 30', 43', 47' · Busquets 34' | Informe Resum | Flix 1' · Arxé 28' |

| Generali HC Palau | CP Fraga |

| #          | Pos. | Nom                |     |
| ---------- | ---- | ------------------ | --- |
| 88         | POR  | Laura Vicente      |     |
| 2          |      | Berta Busquets     |     |
| 7          |      | Carla Fontdeglòria | 34' |
| 17         |      | Mariona Méndez     |     |
| 20         |      | Elsa Salvanyà      |     |
| 21         |      | Ariadna Méndez     |     |
| 22         |      | Irina Pérez        |     |
| 43         |      | Laia Juan          |     |
| 62         |      | Marina Codina      |     |
| 10         | POR  | Teresa Sapena      |     |
| Entrenador |      |                    |     |
| Iván Sanz  |      |                    |     |

| Campió de la Lliga catalana 2023-24 |
| ----------------------------------- |
| Generali HC Palau Segon títol       |

| #               | Pos. | Nom               |         |
| --------------- | ---- | ----------------- | ------- |
| 26              | POR  | Leire López       |         |
| 2               |      | Joana Xicota      |         |
| 4               |      | Teresa Paya       |         |
| 7               |      | Aina Arxé         |         |
| 8               |      | Vinyet Flix       |         |
| 9               |      | Rebeca González   |         |
| 28              |      | Adriana Soto      |         |
| 44              |      | Regina Flix       |         |
| 85              |      | Adriana Gutiérrez | 29' 45' |
| Entrenador      |      |                   |         |
| Jordi Capdevila |      |                   |         |

## Estadístiques
| Nota. Jugadores amb dos o més gols |

| Classificació final | Classificació final       | Classificació final | Classificació final | Classificació final | Classificació final | Classificació final | Classificació final | Classificació final |
| Pos.                | Club                      | PJ                  | PG                  | PE                  | PP                  | GF                  | GC                  | Gav                 |
| ------------------- | ------------------------- | ------------------- | ------------------- | ------------------- | ------------------- | ------------------- | ------------------- | ------------------- |
| 1                   | Generali HC Palau         | 4                   | 2                   | 0                   | 0                   | 21                  | 7                   | +14                 |
| 2                   | CP Fraga                  | 4                   | 2                   | 1                   | 1                   | 10                  | 10                  | 0                   |
| 3                   | Igualada Femení HCP       | 3                   | 2                   | 0                   | 1                   | 6                   | 5                   | +1                  |
| 4                   | Martinelia CP Manlleu     | 3                   | 1                   | 1                   | 1                   | 8                   | 7                   | +1                  |
| 5                   | CP Vila-sana              | 2                   | 1                   | 0                   | 1                   | 6                   | 5                   | +1                  |
| 5                   | Lidergrip CH Mataró       | 2                   | 1                   | 0                   | 1                   | 4                   | 9                   | -5                  |
| 7                   | Cerdanyola CH             | 2                   | 0                   | 0                   | 2                   | 5                   | 10                  | -5                  |
| 7                   | CP Voltregà Movento Stern | 2                   | 0                   | 0                   | 2                   | 3                   | 7                   | -4                  |
| 7                   | PHC Sant Cugat            | 2                   | 0                   | 0                   | 2                   | 2                   | 5                   | -3                  |

| Màxima golejadora | Màxima golejadora  | Màxima golejadora | Màxima golejadora | Màxima golejadora | Màxima golejadora | Màxima golejadora | Màxima golejadora |
| #                 | Nom                | G                 | PJ                | GPP               | Asst.             | Pen               | FD                |
| ----------------- | ------------------ | ----------------- | ----------------- | ----------------- | ----------------- | ----------------- | ----------------- |
| 1                 | Berta Busquets     | 7                 | 4                 | 1.75              | 0                 | 0/1               | 0                 |
| 2                 | Laia Juan          | 6                 | 4                 | 1.50              | 1                 | 0                 | 1/4               |
| 3                 | Carla Fontdeglòria | 4                 | 4                 | 1.00              | 1                 | 0                 | 0                 |
| 4                 | Gemma Solé         | 4                 | 2                 | 2.00              | 0                 | 0                 | 0                 |
| 5                 | Vinyet Flix        | 4                 | 4                 | 1.00              | 0                 | 0                 | 1/1               |
| 6                 | Adriana Soto       | 3                 | 4                 | 0.75              | 0                 | 0                 | 0/1               |
| 7                 | Gimena Gómez       | 3                 | 2                 | 1.50              | 0                 | 0                 | 0/1               |
| 8                 | Blanca Angrill     | 3                 | 3                 | 1.00              | 0                 | 0                 | 0/1               |
| 9                 | Gina Balcells      | 2                 | 3                 | 0.67              | 0                 | 0                 | 0                 |
| 10                | Maura Santos       | 2                 | 3                 | 0.67              | 0                 | 0                 | 0                 |
| 11                | Ona Castellví      | 2                 | 3                 | 0.67              | 1                 | 0                 | 0                 |
| 12                | Elsa Salvanyà      | 2                 | 4                 | 0.50              | 0                 | 0                 | 0/1               |